# Cmentarz Legionistów Polskich w Jastkowie
Cmentarz Legionistów Polskich w Jastkowie powstał zaraz po bitwie pod Jastkowem pomiędzy wojskami austriackimi, w skład których wchodziła I Brygada Legionów Polskich i 4 pułk piechoty Legionów Polskich, a wycofującymi się wojskami rosyjskimi. Główne natarcie prowadzone było środkiem frontu, który zajmowały wojska polskie. W bitwie poległo 108 żołnierzy austriackich oraz 128 legionistów. Wszyscy zostali pochowani na utworzonym cmentarzu wojennym w Jastkowie.
W 1924 roku odbył się w Jastkowie zjazd uczestników bitwy, na który przybył także Józef Piłsudski. Postanowiono, że na 15. rocznicę bitwy zostanie zbudowany na cmentarzu pomnik oraz, aby na trwałe uczcić poległych i uczestników bitwy, postanowiono wybudować w sąsiedztwie cmentarza szkołę powszechną.
Jeszcze przed 15. rocznicą bitwy pod Jastkowem szczątki żołnierzy austriackich przeniesiono na cmentarz wojenny w Garbowie. Z cmentarza wojskowego w Niedrzwicy Kościelnej przeniesiono natomiast zwłoki 8 pochowanych tam legionistów. Istniejący w Jastkowie cmentarz uporządkowano, zbudowano pomnik (widoczny na zdjęciu), ogrodzenie oraz postawiono nowe betonowe krzyże.
4 czerwca 1931 roku odbyła się wielka uroczystość odsłonięcia nowego pomnika na cmentarzu oraz nadania miejscowej szkole sztandaru. W uroczystościach uczestniczył prezydent Ignacy Mościcki, który został także ojcem chrzestnym nowej szkoły.
W następnym roku biskup lubelski Marian Fulman powołał w Jastkowie parafię między innymi w celu opieki nad cmentarzem legionowym.
W czasie bitwy pod Jastkowem największe straty poniósł 4 Pułk Piechoty pod dowództwem pułkownika Bolesława Roi – 70 poległych i około 200 rannych.

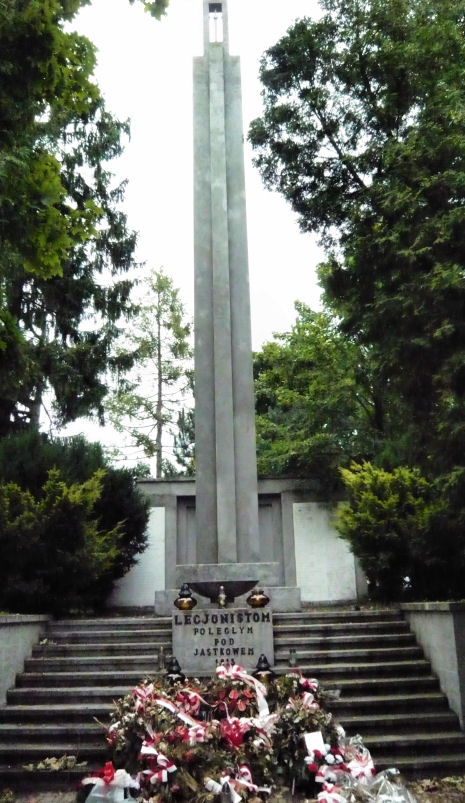
Pomnik legionistów na cmentarzu legionowym w Jastkowie

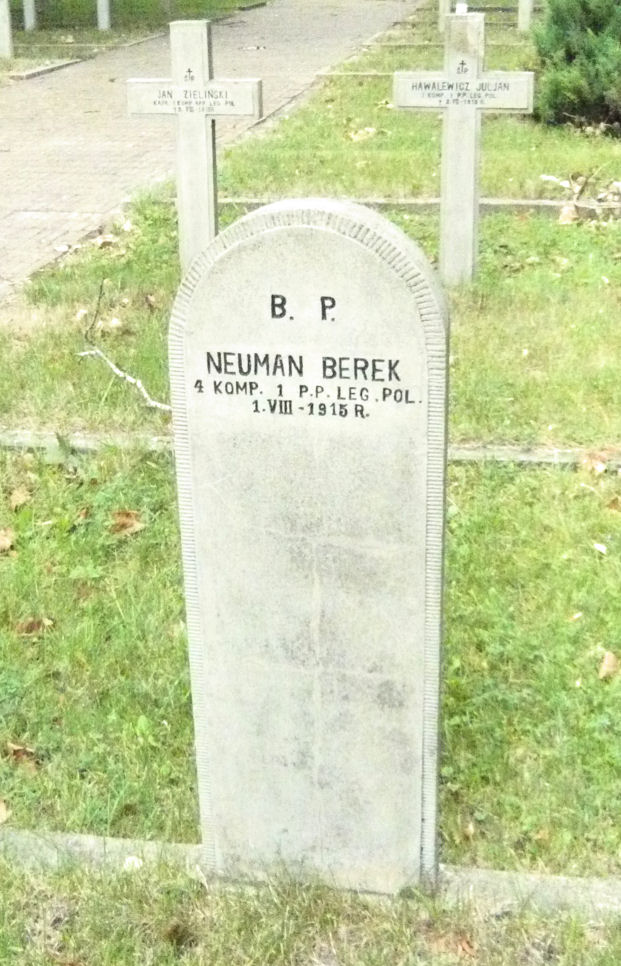
Macewa – nagrobek Berka Neumana – cmentarz legionowy w Jastkowie

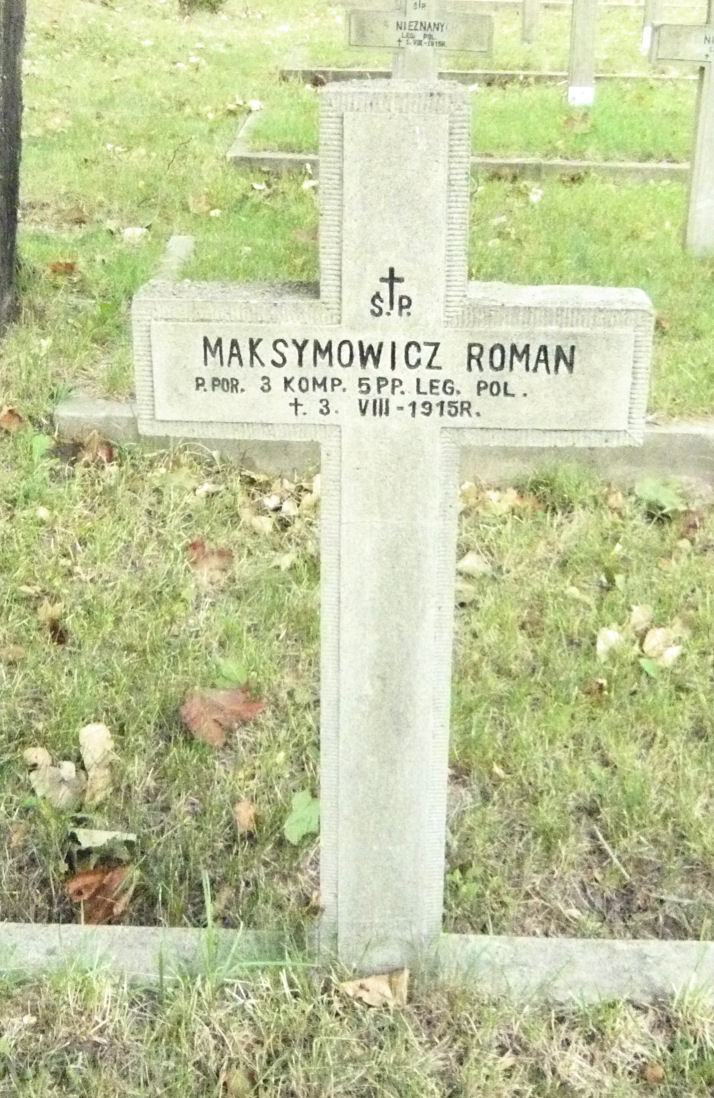
Typowy krzyż – nagrobek podporucznika Romana Maksymowicza – cmentarz legionowy w Jastkowie

## Lista poległych legionistów pochowanych na cmentarzu[1]
- Stachurski Józef, legionista, 1 kompania 1PP, 1 VIII 1915
- Kuźmiarski Rudolf, kapral, sanitariusz, 12 kompania 4PP, 31 VII 1915
- Kontarowicz Kacper, legionista, 1 VIII 1915
- Kowalik Stanisław Jan, legionista, 3 kompania 5PP, 2 VIII 1915
- Wojtecki Marjan, kapral, 4 kompania 4PP, 31 VII 1915
- Bernacikowski Alojzy, oficer, 1 kompania 1PP, 31 VII 1915
- Knobelsdorf Jerzy, legionista, 3 kompania 4PP, 31 VII 1915
- Syrowski Adam, legionista, 2 kompania 5PP, 31 VII 1915
- Czaderski Stanisław, sierżant, Kawaler Virtuti Militari V klasy nr 7216 za Bitwę pod Konarami, 1 kompania 1PP, 3 VIII 1915
- Latało Józef, legionista, 4 kompania 1PP, 1 VIII 1915
- Luchawiec(Luchowiec ?) Jan, plutonowy, 3 kompania 4PP, 2 VIII 1915[2]
- Chołon Edward, legionista, 9 kompania 4PP, 2 VIII 1915
- Gruszczyński Mieczysław, legionista, 7 kompania 4PP, 3 VIII 1915
- Neuman Berek legionista, 4 kompania 1PP, 1 VIII 1915
- Czader Roman, 1 kompania 1PP, 2 VIII 1915
- Zieliński Jan, kapral, 1 kompania 4PP, 2 VIII 1915
- Hawalewicz Juljan (Lucjan ?), legionista, 1 kompania 1PP, 2 VIII 1915
- Kowalczyk Ignacy, legionista, 3 kompania 4PP, 31 VII 1915
- Jakubowicz Jakób, kapral, 7 kompania 1PP, 31 VII 1915
- Kaliniec Edward, legionista, 3 kompania 5PP, 3 VIII 1915
- 8 nieznanych, Leg. Pol. 1 VIII 1915
- 5 nieznanych, Leg. Pol. 1 VIII 1915
- Traczkowski Paweł, legionista, 6 kompania 4PP, 31 VIII 1915
- Todt Józef, legionista, 6 kompania 4PP, 31 VIII 1915
- Malarz Szymon[3], 4 kompania 5PP, 30 VII 1915
- Bauer Stanisław[4], 1 kompania 5PP, 1 VIII 1915
- Wezinowicz Stanisław, legionista poległ 4 VIII 1915 4PP[5]
- Urbanik Józef, legionista, 3 kompania 4PP, 31 VII 1915
- Chrobak Robert, legionista, 7 kompania 4PP[6]
- Reis Jakób, legionista, 10 kompania 4PP, 5 VIII 1915[7]
- Blaszek Fryderyk (Blaschek Frygyes), plutonowy, 9 kompania 4PP, 4 VIII 1915[8]
- Tutaj Władysław, legionista, 7 kompania 4PP, 31 VII 1915
- Plut Roman, legionista, 3 kompania 4PP, 3 VIII 1915
- Aflermak Leon, legionista, 4PP, 2 VIII 1915
- Gynla Antoni, legionista, 9 kompania 4PP, 31 VII 1915
- Kotelski Marjan Tadeusz, plutonowy, 11 kompania 4PP, 31 VII 1915
- Wójtowicz Tadeusz, legionista, 3 kompania 4PP, 31 VII 1915
- Palkaj Władysław, legionista, 1 kompania 1PP, 2 VIII 1915
- Papko Józef, legionista, 1 kompania 1PP, 2 VIII 1915
- Kowalczyk Leon, legionista, 5 kompania 4PP, 2 VIII 1915
- Iwaniuk Michał, legionista, 4PP, 2 VIII 1915
- Waśniewski Kazimierz, legionista, 3 kompania 4PP, 2 VIII 1915
- Papko Józef, legionista, 1 kompania 1PP, 2 VIII 1915
- Kumasa Józef, 12 kompania 4PP, 1 VIII 1915
- Barak Jan, legionista, 9 kompania 4PP, 2 VIII 1915
- Majzel Ryszard, 4PP, 2 VIII 1915
- Machałkiewicz Karol, 4 kompania 4PP, 2 VIII 1915
- Dworecki Jan, legionista, 2 kompania 4PP, 2 VIII 1915
- Moszkowicz Dawid, legionista, 7 kompania 4PP, 1 VIII 1915
- Pulku Marceli, legionista, 1PP, 2 VIII 1915
- Kamiński (Kamieński ?) Karol, legionista, 4 kompania 4PP, 2 VIII 1915
- Stelmasiak Marceli, legionista, 1 kompania 1PP, 2 VIII 1915
- Kijewski Stanisław, 1 kompania 4PP, 31 VII 1915
- Dutkiewicz Wacław, legionista, 4 kompania 4PP, 2 VIII 1915
- Dobrowolski Wacław, legionista, 3 kompania 4PP, 2 VIII 1915
- Pluszczyński Stefan, 4 kompania 4PP, 2 VIII 1915
- Zborzyński (Zborzeński ?) Kazimierz, 2 kompania 4PP, 31 VII 1915
- Duda Stanisław, legionista 3 kompania 4PP, 31 VII 1915
- Jo Otto, legionista, 2 kompania 4PP, 31 VII 1915[9]
- Kościszewski Stanisław, plutonowy, 3 kompania 4PP, 31 VII 1915
- Migała Stanisław, legionista, 4 kompania 4PP, 2 VIII 1915
- Bereski Roman Jan[10], chorąży, 1 kompania 4PP, 2 VIII 1915
- Krajewski Kazimierz,legionista, 4 kompania 4PP, 2 VIII 1915
- Maryndziak Otto, legionista, 3 kompania 4PP, 31 VII 1915
- Zabierski Aleksander, legionista, 2 kompania 4PP, 31 VII 1915
- Lewandowski Hieronim, legionista, 1 kompania 4PP, 2 VIII 1915
- Warchałowski Kazimierz, legionista, sanitariusz, 3 kompania 4PP, 31 VII 1915
- Zdanowski Stanisław, legionista, 3 kompania 1PP, 31 VII 1915 (ciężko ranny, błędnie uznany za zmarłego[11][12])
- Zieborak Piotr, legionista, 7 kompania 4PP, 31 VII 1915
- Marostek Mikołaj, legionista, 4PP
- Magierowski Jan, legionista, 12 kompania 4PP, 2 VIII 1915
- Zając Ludwik, legionista, 7 kompania 4PP, 2 VIII 1915
- Heib (Heil ?) Wilhelm, legionista, 2 kompania 4PP, 2 VIII 1915
- Orzechowski Kornel, legionista, 6 kompania 4PP, 2 VIII 1915
- Sambor (Szambor ?) Józef, legionista, 1PP, 1915
- Goraj Andrzej, legionista, 3 lub 4 kompania 5PP, 3 VIII 1915
- Skupień Józef, legionista, 4 kompania 4PP, 31 VII 1915
- Smołucha Józef, legionista, 7 kompania 4PP, 31 VII 1915
- Stachniewski Antoni, legionista, 3 kompania 4PP, 31 VII 1915
- Strutz Władysław, legionista, 4 kompania 4PP, 31 VII 1915
- Świdnik, legionista, 3 kompania 4PP, 31 VII 1915
- Rachwał Wawrzyniec[13], sanitariusz, 4 kompania 4PP, 31 VII 1915
- Pawłowski Franciszek[14], legionista, 3 kompania 4PP, 31 VII 1915
- Osiński Zygmunt, kapral, 1 kompania 4PP, 31 VIII 1915
- Neumajer Adam, legionista, 2 kompania 4PP, 31 VII 1915
- Miastkiewicz Władysław, legionista, 7 kompania 4PP, 1 VIII 1915
- Kazimierski Maksymilian, legionista, 1 kompania 4PP, 1 VIII 1915
- Kobylewski Michał, legionista, 7 kompania 4PP, 31 VIII 1915
- Kolman Józef, plutonowy, 5 lub 7 kompania 4PP, 2 VIII 1915
- Kułakowski Stanisław, legionista, 1 kompania 4PP, 31 VIII 1915
- Paczek Stanisław, legionista, 1 kompania 4PP, 1 VII 1915
- Dziuk Ignacy, legionista, 4 kompania 4PP, 31 VII 1915
- Dziók Stanisław, legionista, 4 kompania 4PP, 2 VIII 1915
- Buryan Kazimierz, legionista, 3 kompania 5PP, 3 VIII 1915
- Jadaś Józef, legionista, 3 kompania 1PP, 2 VIII 1915
- Maisel (Majzel ?) Ryszard Kazim, legionista, 3 kompania 4PP, 31 VII 1915
- 4 nieznanych, Leg. Pol., 1 VIII 1915
- Nieznany, Leg. Pol., 1 VIII 1915
- Nieznany, Leg. Pol., 1 VIII 1915
- Nieznany, Leg. Pol., 1 VIII 1915
- Sarnowski Wacław, legionista, 1PP, 31 VII 1915
- Antosz, 4PP, 31 VII 1915
- Klepacki Kazimierz, legionista, 1 lub 4PP, 3 VIII 1915
- Cojnik Józef, 1 kompania 4PP, 31 VII 1915
- Maksymowicz Roman[15], podporucznik, dowódca 3 kompania 5PP, 3 VIII 1915
- Fitla Franciszek, kapral, 4 kompania 4PP, 31 VII 1915
- Roliński Janusz[16], chorąży, 3 kompania 4PP, 2 VIII 1915
- Gołębiowski Wacław, sierżant, 1 kompania 1PP, 2 VIII 1915
- Cząstka Franciszek, legionista, 1 kompania 1PP, 31 VII 1915
- Sordel Franciszek, 1 kompania 1PP, 31 VII 1915